# تويتش
تويتش (بالإنجليزية: Twitch) (ويُعرف أيضًا باسم Twitch.tv) هو منصة بث مرئي حي تملكها شركة أمازون (Amazon.com Inc.). بدأ تويتش في يونيو 2011 متفرعًا من منصة البث المرئي الحي للموضوعات العامة Justin.tv. يركز موقع تويتش في الأساس على ألعاب الفيديو، وحلول ألغازها التي يقدمها المستخدمون، وبث مسابقات الرياضة الإلكترونية، وغير ذلك من الأحداث المتعلقة بالألعاب. يُمكن مشاهدة محتوى الموقع من بث حي أو فيديوهات عند الطلب.
في سبتمبر من عام 2014 قامت أمازون بشرائه بمبلغ 970 مليون دولار

## لمحة تاريخية
عندما تم إطلاق جاستن.تي في في عام 2007 بواسطة Justin Kan وEmmett Shear، تم تقسيم الموقع إلى عدة فئات للمحتوى؛ كانت فئة الألعاب هي الأكثر نموُا لتصبح الفئة الأكثر شعبية على الموقع. في يونيو 2011، قررت الشركة فصل محتوى الألعاب ليصبح تويتش تى في. تم إطلاق المنصة رسميًا تجريبيًا في 6 يونيو 2011. منذ ذلك الحين، استقطب تويتش أكثر من 35 مليون زائر جديد شهريًا. كان لدى تويتش حوالي 80 موظفًا في يونيو 2013، والذي ارتفع إلى 100 بحلول ديسمبر 2013. يقع المقر الرئيسي للشركة في سان فرانسيسكو.
تم دعم تويتش باستثمارات كبيرة، فتم جمع 15 مليون دولار أمريكي في عام 2012 (علاوة على 7 ملايين دولار أمريكي تم جمعها في الأصل لصالح جاستن.تي في)، و20 مليون دولار أمريكي في عام 2013. وكان من بين المستثمرين خلال ثلاث جولات من جمع الأموال حتى نهاية عام 2013 شركة تيم درابر وBessemer Venture Partners وThrive Capital.
عند إغلاق الشركة المنافسة Own3d.tv في أوائل عام 2013 ، أصبحت تويتش خدمة البث الإلكتروني الرياضية الأكثر شعبية. بدأت خدمات الفيديو المنافسة، مثل يوتيوب وديليموشن، في زيادة أهمية محتوى الألعاب. اعتبارًا من منتصف عام 2013، كان هناك أكثر من 43 مليون مشاهد على موقع تويتش شهريًا، بمعدل مشاهدة ساعة ونصف يوميًا. اعتبارًا من فبراير 2014، يعد Twitch هو رابع أكبر مصدر للترافيك عند أوقات الذروة في الولايات المتحدة بعد نتفليكس وجوجل وأبل. يمثل تويتش 1.8٪ من إجمالي ترافيك الإنترنت في الولايات المتحدة خلال فترات الذروة.
في أواخر عام 2013، لا سيما بسبب زيادة معدل المشاهدت، واجهت تويتش مشاكل في معدل أطر في أوروبا. أضافت تويتش بعد ذلك سيرفرات جديدة في المنطقة. أيضًا لمعالجة هذه المشكلات، طبّق تويتش نظامًا جديدًا للفيديو أظهر كفاءة أكبر من النظام السابق. في البداية، تم انتقاد نظام الفيديو الجديد بواسطة المستخدمين لأنه تسبب في تأخر كبير في البث. قال موظفو تويتش أن ذلك كان مؤقتًا.

## عائدات تويتش
- 2016م: 275 مليون دولار.
- 2017م: 300 مليون دولار.
- 2018م: 880 مليون دولار.
- 2019م: 1.2 مليار دولار.
- 2020م: 1.8 ملياردولار.
- 2021م: 2.6 مليار دولار.[4]

## وصلات خارجية
- الموقع الرسمي